# Dorota Pawlak
Dorota Pawlak – polska dziennikarka śledcza, pisarka

## Życiorys
Dziennikarka programu Uwaga! w TVN, nominowana w kategorii wywiad 2008 do nagrody Grand Press za rozmowę z kobietą, która oskarżyła prezydenta Olsztyna o gwałt i molestowanie. W 2009 roku była gościem programu Dzień Dobry TVN w rozmowie na temat bicia dzieci w Domu Pomocy Społecznej dla Dzieci i Młodzieży Zgromadzenia Sióstr Franciszkanek w Studzienicznej. Laureatka nagrody Fundacji im. Hanki Bożyk w kategorii: media za reportaż pt. "Pogotowie ratunkowe. Dlaczego nie zdążyło?”.

## Twórczość

### Książki
- 599 i Pestka. Miłość Cichociemnego i żołnierki Andersa (2020)
- Bykownia Czwarty cmentarz katyński. Ostatni świadkowie (2021).